# Fluctus

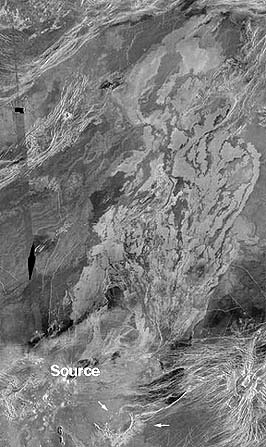
Mylitta Fluctus di Venere, una delle più lunghe (circa 1000 km)

Fluctus (plurale: fluctūs) è un termine latino che indica generalmente un'onda. 
Il termine è di uso comune in esogeologia per designare formazioni rocciose o estensioni di superficie dall'aspetto ondulato presenti su altri corpi celesti. Il nome di fluctus è attualmente utilizzato per descrivere strutture geologiche presenti su Venere, Marte, sul satellite gioviano Io e sul satellite saturniano Titano.
I fluctūs sui diversi corpi celesti sono chiamati in modo diverso:
- su Venere - in onore di varie dee;
- su Marte - in base ai nomi delle caratteristiche d'albedo vicine;
- su Io - con i nomi di oggetti vicini o in onore di divinità o eroi associati al fuoco, al Sole, al tuono o ai vulcani;
- su Titano - in onore degli dei e delle dee della bellezza.[1]

## Fluctūs su Venere
- Alpan Fluctus
- Argimpasa Fluctus
- Arubani Fluctus
- Bolotnitsa Fluctus
- Cavillaca Fluctus
- Darago Fluctus
- Djabran Fluctus
- Djata Fluctus
- Dotetem Fluctus
- Eriu Fluctus
- Heloha Fluctus
- Henwen Fluctus
- Hikuleo Fluctus
- Ilaheva Fluctus
- Itoki Fluctus
- Juturna Fluctus
- Kaapaau Fluctus
- Kaiwan Fluctus
- Kasogonaga Fluctus
- Koti Fluctus
- Kunkubey Fluctus
- Mamapacha Fluctus
- Medb Fluctus
- Merisa Fluctus
- Mert Fluctus
- Mortim-Ekva Fluctus
- Mylitta Fluctus
- Nambubi Fluctus
- Naunet Fluctus
- Neago Fluctūs
- Nekhebet Fluctus
- Ney-Anki Fluctus
- Ningyo Fluctus
- Nyakaya Fluctus
- Oilule Fluctus
- Ovda Fluctus
- Praurime Fluctus
- Rafara Fluctus
- Robigo Fluctus
- Saosis Fluctus
- Sicasica Fluctus
- Sobra Fluctus
- Sonmunde Fluctus
- Strenia Fluctus
- Syvne Fluctus
- Tie Fluctus
- Tsunghi Fluctus
- Turgmam Fluctus
- Ubastet Fluctus
- Uilata Fluctus
- Uzume Fluctus
- Vut-Ami Fluctus
- Yagami Fluctus
- Zipaltonal Fluctus

## Fluctūs su Marte
- Galaxias Fluctūs
- Tantalus Fluctus
- Zephyria Fluctus

## Fluctūs su Io
- Acala Fluctus
- Arinna Fluctus
- Donar Fluctus
- Euboea Fluctūs
- Fjorgynn Fluctus
- Guaraci Fluctus
- Kanehekili Fluctus
- Lei-Kung Fluctus
- Lei-zi Fluctus
- Marduk Fluctus
- Masubi Fluctus
- Mixcoatl Fluctus
- Pillan Fluctus
- Quzah Fluctūs
- Sobo Fluctus
- Tsũi Goab Fluctus
- Tung Yo Fluctus
- Upulevo Fluctus
- Uta Fluctus

## Fluctūs su Titano
- Ara Fluctus
- Leilah Fluctus
- Mohini Fluctus
- Rohe Fluctus
- Winia Fluctus